# إليهو هاريس
إليهو هاريس هو سياسي أمريكي، ولد في 15 أغسطس 1947 في بيركيلي في الولايات المتحدة. نشط حزبياً في الحزب الديمقراطي. وقد انتخب عضو جمعية ولاية كاليفورنيا ‏ (1978 – 1991) وانتخب مستشار Peralta Community College District ‏ (2003 – 2010) وانتخب عمدة أوكلاند (1991 – 1999).